# ميك ميلز
ميك ميلز (بالإنجليزية: Mick Mills)‏، من مواليد 4 يناير 1949، لاعب كرة قدم إنجليزي سابق، ومدرب كرة قدم إنجليزي سابق.
لعب مع منتخب إنجلترا لكرة القدم.

## مسيرته الكروية
لعب ميك ميلز خلال مسيرته الاحترافية مع 4 أندية في خمسة وعشرون موسمًا وسجل خلالها 25 هدفًا ضمن 732 مباراة. حيث فاز في موسم واحد بالكأس ولم يفز بأي دوري.
خاض ميك ميلز مسيرته مع نادي إيبسويتش تاون في موسم 1965–66 ليلعب معه ثمانية عشر موسمًا، مشاركًا في 591 مباراة سجل خلالها 22 هدفًا. ثم انتقل إلى نادي ساوثهامبتون في موسم 1982–83 واستمر معه طيلة ثلاثة مواسم، حيث شارك في 103 مباراة سجل خلالها 3 أهداف. لينتقل بعدها إلى نادي ستوك سيتي في موسم 1985–86 واستمر معه طيلة ثلاثة مواسم، مشاركًا في 38 مباراة ولم يسجل أي هدف.

## روابط خارجية
- ميك ميلز على موقع الاتحاد الدولي (مؤرشف)  (الإنجليزية)
- ميك ميلز على موقع قاعدة بيانات كرة القدم.إي يو (الإنجليزية)
- ميك ميلز على موقع ناشيونال فوتبول تيمز (الإنجليزية)